# بروس أثرتون سميث
بروس أثرتون سميث هو صحفي وسياسي كندي، ولد في 1937، وتوفي في 27 نوفمبر 2006. انتخب عضو الجمعية التشريعية لنيو برونزويك ‏.